# Sętal
Sętal (deutsch Süssenthal) ist ein Dorf der Gmina Dywity (Landgemeinde Diwitten) im Powiat Olsztyński (Kreis Allenstein) der Woiwodschaft Ermland-Masuren in Polen.

## Geographische Lage
Sętal liegt im historischen Ermland im Westen der Woiwodschaft Ermland-Masuren, 13 Kilometer nördlich der Kreis- und Woiwodschaftshauptstadt Olsztyn (deutsch Allenstein). 
Die Ortschaft befindet sich auf 167 m n.p.m. Höhe und umfasst eine Fläche von 3902 Hektar.

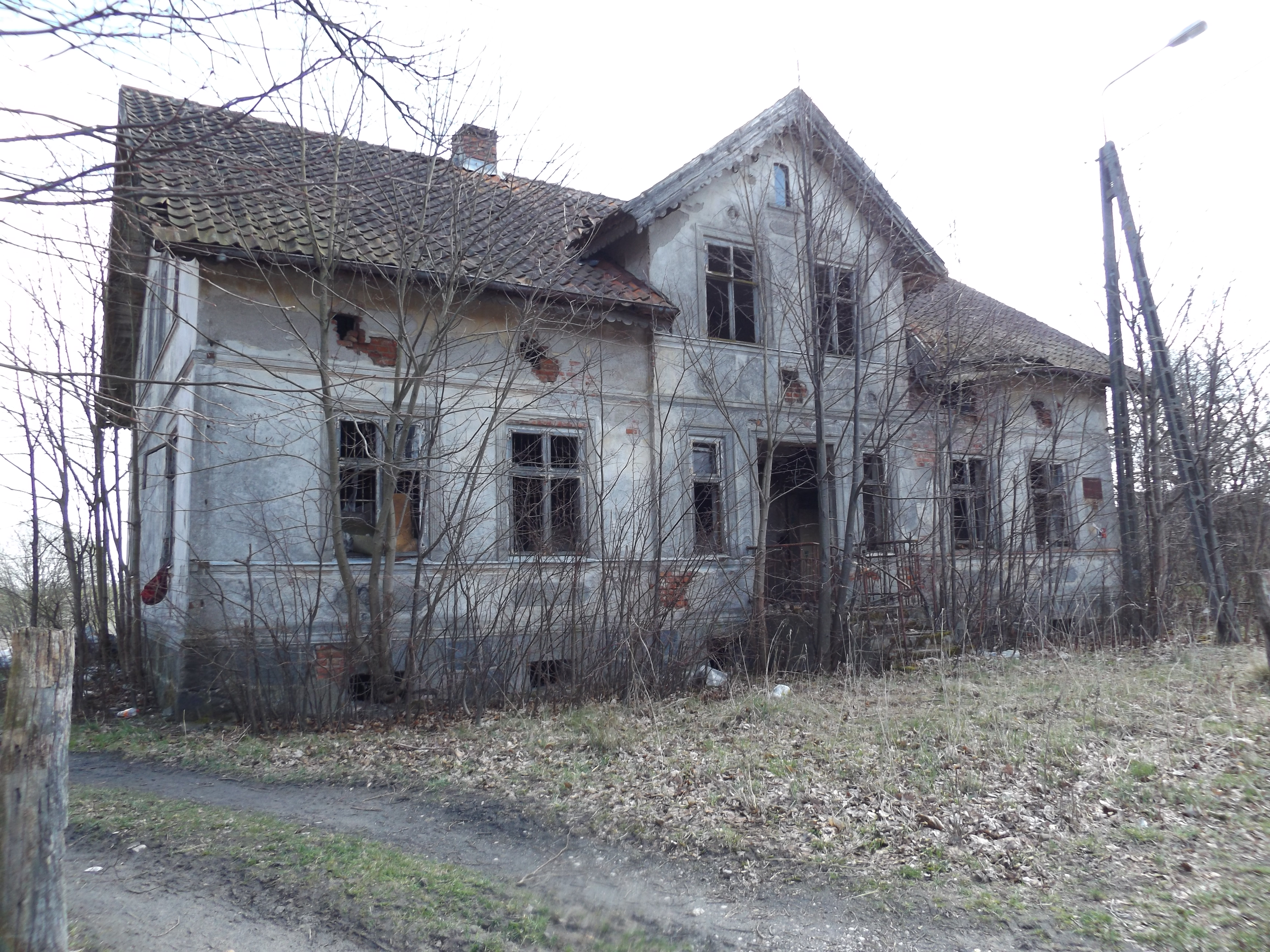
Gebäuderuine in Sętal

|  |

## Geschichte

### Ortsgeschichte
Das seinerzeitige Dorf Zuzenthal wurde im 14. Jahrhundert vom Deutschordensstaat gegründet. Nach dem Zweiten Frieden von Thorn im Jahr 1466 kam das Ermland bei der Zweiteilung als Fürstbistum Ermland zum autonomen Preußen Königlichen Anteils, das sich freiwillig der Oberhoheit der Krone Polens unterstellt hatte. Im Zuge der Ersten Teilung Polens kam Süssenthal mit dem Ermland 1772 zu Preußen.
Süssenthal gehörte von 1818 bis 1945 zum Landkreis Allenstein im Regierungsbezirk Königsberg (ab 1905: Regierungsbezirk Allenstein) der Provinz Ostpreußen.
Am 7. Mai 1874 wurde Süssenthal Amtsdorf und damit namensgebend für einen Amtsbezirk. Ihm gehörte anfangs fünf Orte, am Ende noch vier Orte zu.
Bei der im Versailler Vertrag geforderten Abstimmung über die weitere staatliche Zugehörigkeit zu Ostpreußen (und damit zu Deutschland) oder den Anschluss an Polen stimmte die Bevölkerung im Abstimmungsgebiet Allenstein, zu dem Süssenthal gehörte, am 11. Juli 1920 ab. In Süssenthal stimmten 500 Einwohner für den Verbleib bei Ostpreußen, auf Polen entfielen keine Stimmen.
Gegen Ende des Zweiten Weltkriegs eroberte die Rote Armee im Januar 1945 Süssenthal und unterstellte es im März 1945 der Verwaltung der Volksrepublik Polen. Diese benannte es Sętal um. Danach begann in der Woiwodschaft Allenstein die „Verifizierung“ des nach Flucht und Vertreibung der Deutschen noch vorhandenen Drittels der Einwohner und ab 1946/47 die planmäßige Besiedelung mit Polen mit dem Ergebnis, dass 1950 noch 18,5 Prozent der Einwohner der Vorkriegsbevölkerung angehörten.

### Bevölkerungsentwicklung
| Jahr | Einwohner | Anmerkungen               |
| ---- | --------- | ------------------------- |
| 1816 | 265       | [ 6 ]                     |
| 1858 | 496       | ausschließlich Katholiken |
| 1864 | 596       | am 3. Dezember            |
| 1871 | 600       | [ 9 ]                     |
| 1905 | 617       | [ 10 ]                    |
| 1933 | 580       | [ 11 ]                    |
| 1939 | 525       | [ 11 ]                    |
| 2005 | 780       |                           |
| 2011 | 358       |                           |
| 2021 | 320       | [ 1 ]                     |

### Amtsbezirk Süssenthal (1874–1945)
Bei seiner Errichtung gehörten zum Amtsbezirk Süssenthal die Dörfer:
| Deutscher Name   | Polnischer Name | Anmerkungen                    |
| ---------------- | --------------- | ------------------------------ |
| Gradtken         | Gradki          | 1928 nach Plutken eingemeindet |
| Groß Damerau     | Dąbrówka Wielka |                                |
| Neu Vierzighuben | Nowe Włóki      |                                |
| Plutken          | Plutki          |                                |
| Süssenthal       | Sętal           |                                |

## Kirche

### Römisch-katholisch

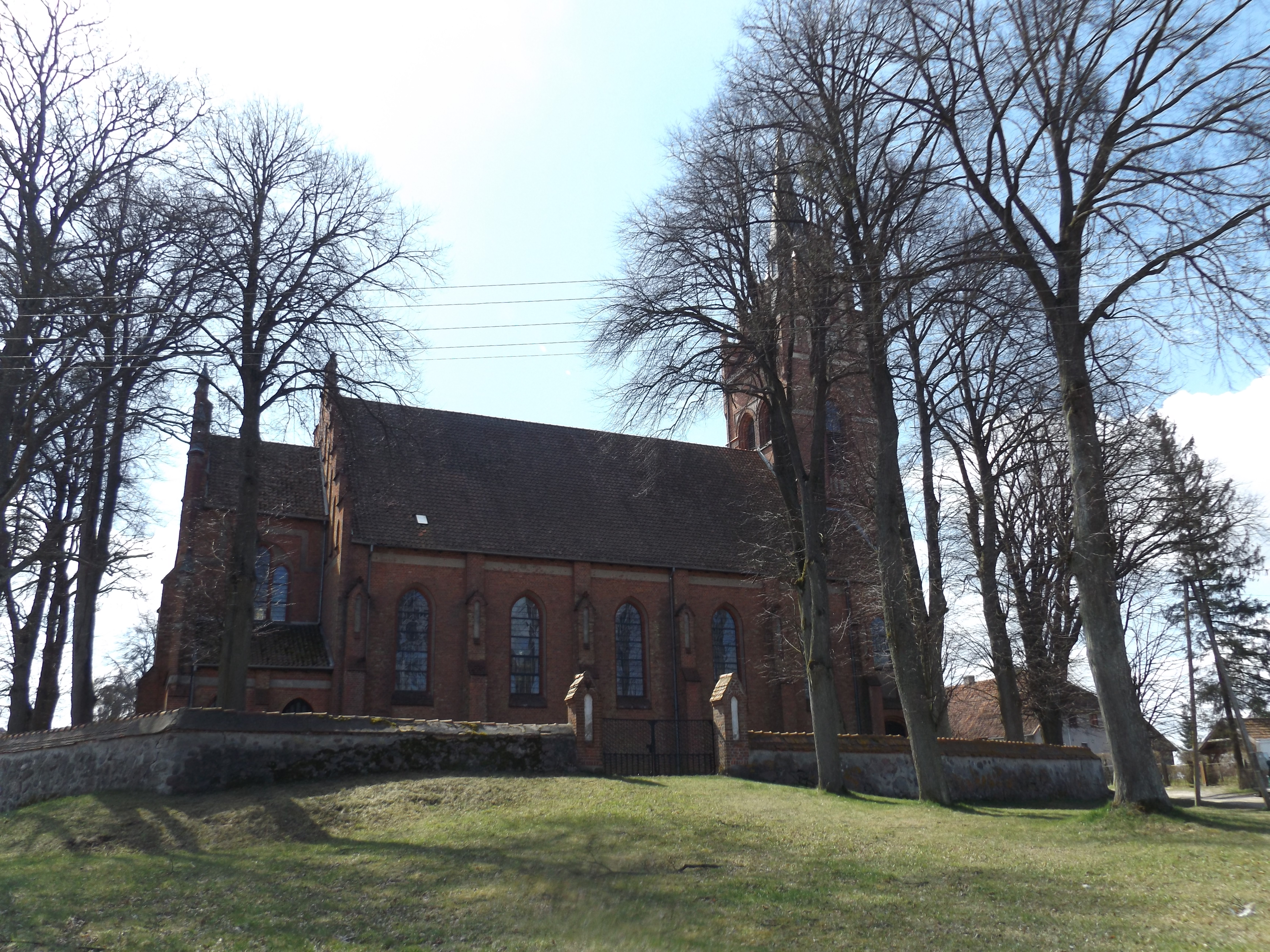
St.-Nikolaus-Kirche in Sętal

Eine erste Kirche in Süssenthal wurde im Jahr 1583 durch Bischof Martin Kromer eingeweiht. Ein Feuer im Jahr 1908 zerstörte diese vollständig. An gleicher Stelle entstand 1910 ein neogotischer Neubau des Architekten Friedrich Heitmann, der von Bischof Augustinus Bludau am 11. Juli 1911 eingeweiht wurde. Kirchenpatron ist der Heilige Nikolaus.
Die Pfarrei gehörte vor 1945 zum Dekanat Guttstadt (polnisch Dobre Miasto) im Bistum Ermland. Heute ist sie in das gleiche Dekanat, nun aber im Erzbistum Ermland eingegliedert. Mitversorgt werden die Filialgemeinden Kabikiejmy (Ober Kapkeim) und Nowe Włóki (Neu Vierzighuben).

### Evangelisch
Bis 1945 war Süssenthal in die evangelische Kirche Guttstadt im Superintendenturbezirk Allenstein des Kirchenkreises Ermland in der Kirchenprovinz Ostpreußen der Kirche der Altpreußischen Union eingepfarrt.
Heute gehört Sętal zur Christus-Erlöser-Kirche in Olsztyn (Allenstein) in der Diözese Masuren der Evangelisch-Augsburgischen Kirche in Polen.

## Verkehr
Sętal liegt östlich der polnischen Landesstraße 51 – einstige deutsche Reichsstraße 134 – und ist über den Abzweig einer Nebenstraße in Spręcowo (Spiegelberg) in Fahrtrichtung Tuławki (Tollack) zu erreichen. Kleinere Straßen aus den Nachbarorten enden außerdem in Sętal.
Eine Anbindung an den Bahnverkehr besteht nicht. 